# Scolecimorpha
Scolecimorpha är ett släkte av kräftdjur som beskrevs av Georg Ossian Sars 1946. Scolecimorpha ingår i familjen Notodelphyidae.
Släktet innehåller bara arten Scolecimorpha joubini.